# Mare de Déu dels fusos (Leonardo da Vinci)
La Mare de Déu dels fusos, també coneguda com a Mare de Déu de la filosa, (cap al 1501) és el tema de diverses pintures a l'oli executades en còpia d'un original, avui perdut, del pintor renaixentista italià Leonardo da Vinci. La pintura original va ser probablement encàrrec de Florimund Robertet, Secretari d'estat del rei Lluís XII de França.

## Identificació del quadre
A una carta a Isabel d'Este (marquesa consort de Màntua) de 14 d'abril de 1501, Fra Pietro da Novellara, vicari general dels carmelites, esmenta un quadre que Leonardo da Vinci pinta per a Florimond Robertet, secretari i favorit del rei Lluís XII de França. El descriu com: «una verge asseguda, com si desfés una filosa mentre el Nen posa un peu sobre una cistella de fusos tot mirant atentament les quatre branques del fus en forma de creu». La pintura descrita en aquesta carta seria per tant la versió original de la Madonna dels fusos, feta de la mà de Leonardo.
Tanmateix, no hi ha cap «cistella de filoses» a les còpies que han arribat als nostres dies, que de fet representen «la Mare de Déu amb l'infant, que mira amb nostàlgia una filosa (creu) que Maria fa servir per filar». La filosa serveix com un símbol tant del caràcter domèstic de Maria com de la creu en la qual Crist va ser crucificat, i potser també recorda les moires o parques, representades tradicionalment en la mitologia com a filadores.

## Còpies existents
Hi ha varies versions d'aquest quadre que són en col·leccions privades, entre les d'estil més similar s'hi poden trobar: 1.-L'anomenada Verge Landsowne (en al·lusió al seu anterior propietari), es troba ara a Nova York; 2.- la del duc de Buccleuch (Drumlanrig Castle, Dumfries and Galloway) cedida al museu d'Edimbourg, Escòcia; 3.- la del Louvre (llegat del baró Basile de Schlichting); 4.- la comprada a Christie's que s'exhibeix al Museu Soumaya de Mèxic DF; 5.- la de Christ Church a Oxford; 6.- la del Museu de Belles Arts de Dijon, dins de la col·lecció Locker-Lampson (Londres) del príncep Ruprecht de Baviera.La versió d'aquesta pintura que era a la col·lecció del duc de Buccleuch a Drumlanrig Castle, (Galloway, Escòcia), va ser robada el 2003 per dos lladres que es van fer passar per turistes. La pintura va ser recuperada a Glasgow, a l'octubre del 2007, després que uns oficials de policia interceptessin una reunió entre cinc persones a Glasgow; on van realitzar quatre arrests.

## Galeria

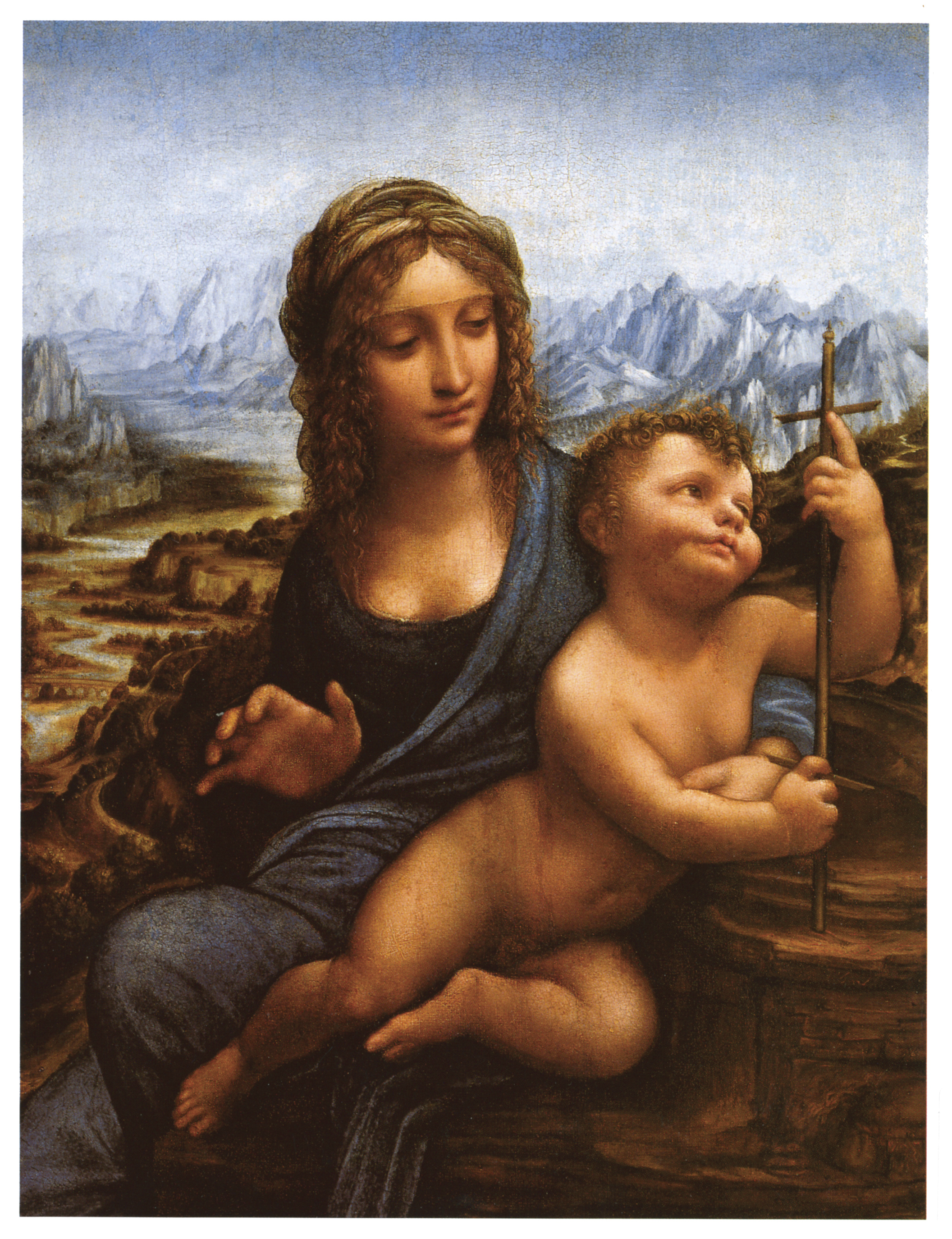
Landsowne (Nova York) circa-1501
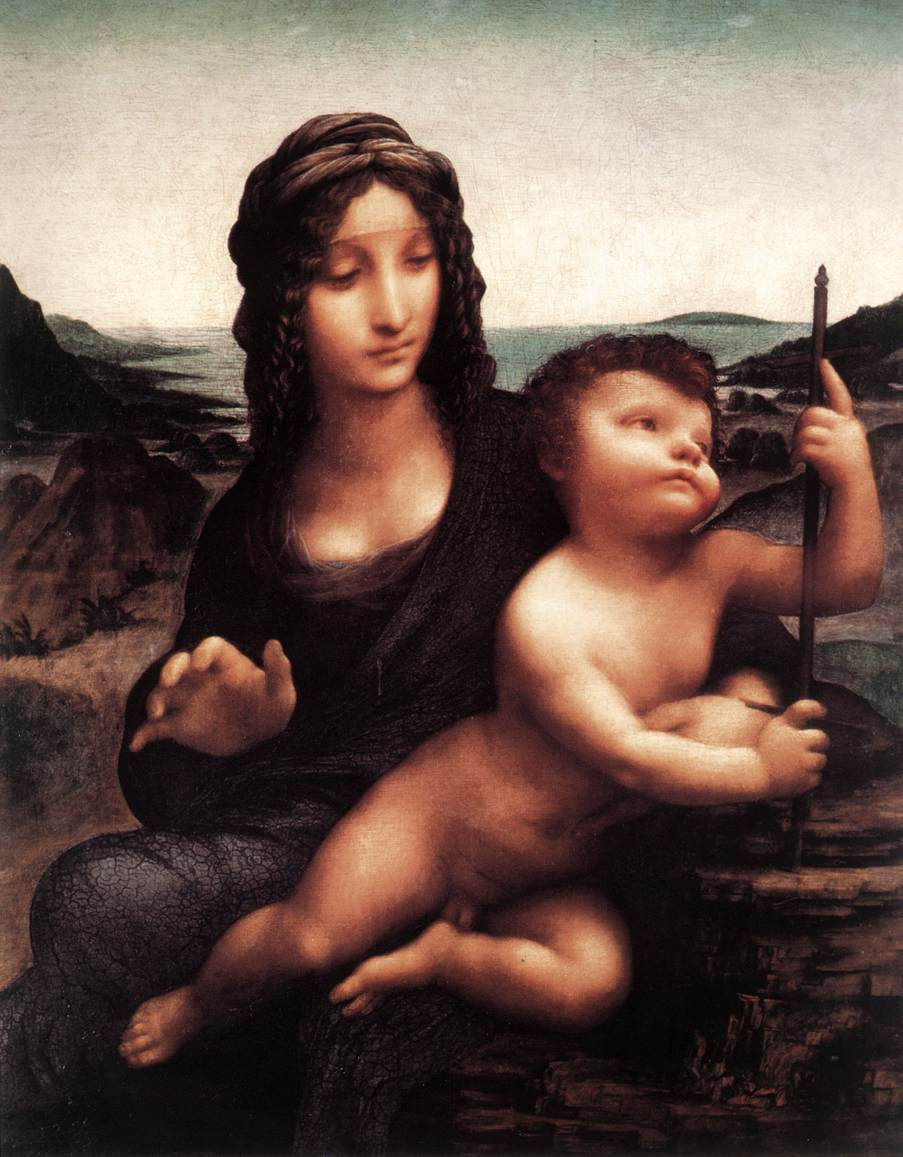
Buccleuch (Galloway) circa-1501
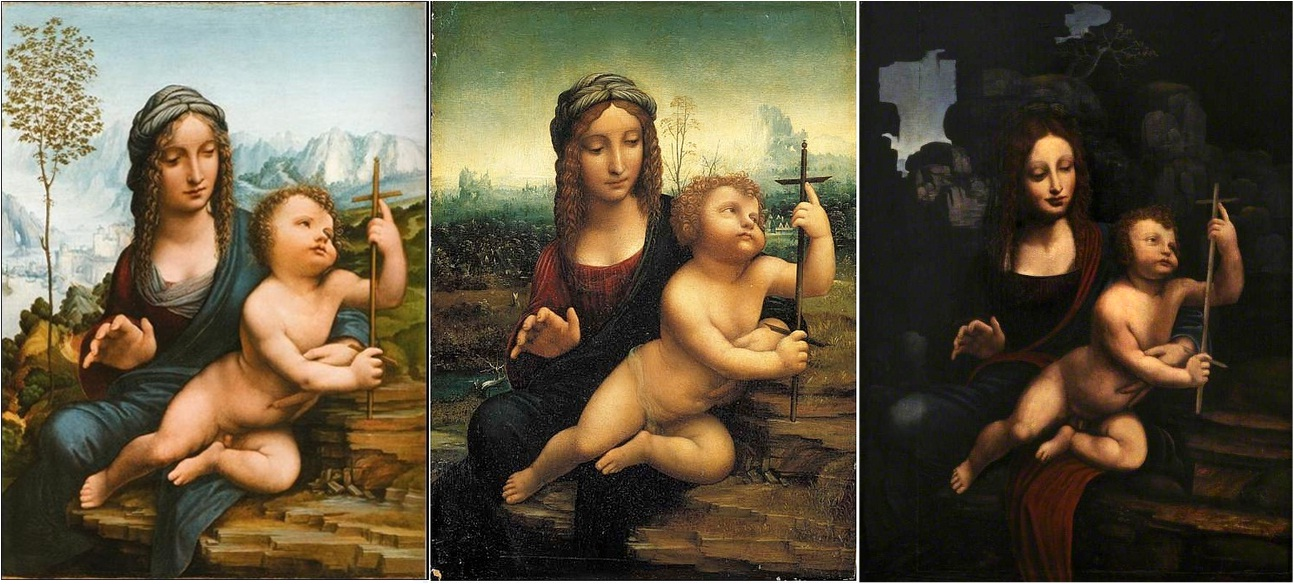
Louvre-Paris Privat-Soumaya Church-Oxford
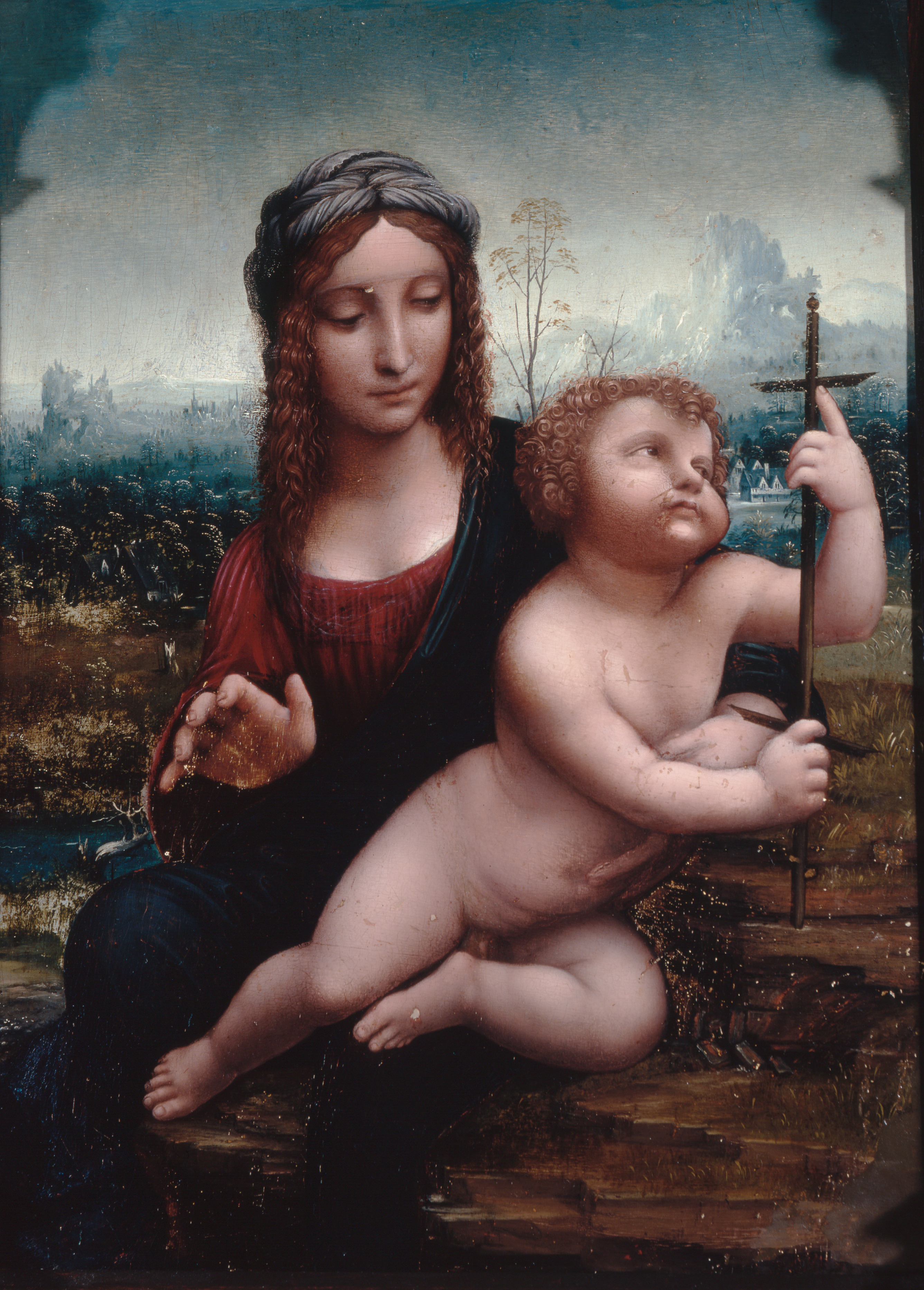
Museu Soumaya 1501-1540
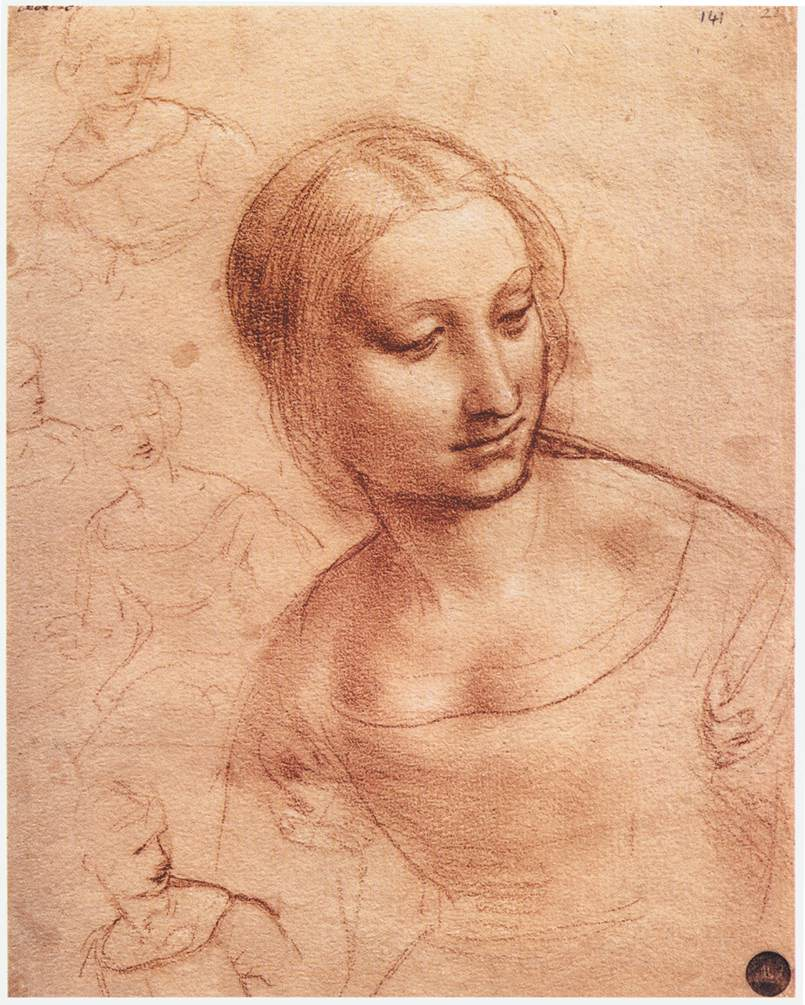
Estudi de la Verge per Leonardo